# Epalpus femoratus
Epalpus femoratus là một loài ruồi trong họ Tachinidae.